# جامعة ماكاو
جامعة ماكاو (UM، بالبرتغالية: Universidade de Macau، بالصينية: 澳門 大學) هي الجامعة البحثية العامة الوحيدة في ماكاو. يقع حرمها الجامعي في شرق جزيرة هينغكون، مقاطعة غواندونغ في البر الرئيسي للصين، على قطعة أرض مؤجرة لحكومة منطقة ماكاو الإدارية الخاصة، ولكنها تخضع لسلطة ماكاو.
تم تصنيف جامعة ماكاو في فئة 201-250 في تصنيفات جامعة تايمز للتعليم العالي (THE) العالمية 2022، مع الترتيب العالمي رقم 5 في التوقعات الدولية، رقم 38 في تصنيفات جامعة آسيا، رقم 60 في منطقة آسيا والمحيط الهادئ ترتيب الجامعات، والمرتبة 39 في تصنيفات الجامعات الشابة. في تصنيفات جامعة كواكواريلي سيموندز العالمية 2022 (QS)، احتلت المرتبة رقم 322. تحتل الجامعة المرتبة الثانية في العالم الناطق باللغة البرتغالية.
بموافقة وزارة العلوم والتكنولوجيا في الصين، أنشأت جامعة ماكاو ثلاثة مختبرات رئيسية تابعة للدولة، وهي مختبر الدولة الرئيسي للإشارة التناظرية والمختلطة VLSI، ومختبر الدولة الرئيسي لبحوث الجودة في الطب الصيني، ومختبر الدولة الرئيسي لإنترنت أشياء للمدينة الذكية.

## تاريخ
جامعة ماكاو هي جامعة شرق آسيا (UEA)، وهي جامعة خاصة تأسست في مارس 1981. في البداية، جاء غالبية الطلاب من هونغ كونغ. في عام 1988، استحوذت حكومة ماكاو البرتغالية على جامعة إيست أنجليا من خلال مؤسسة ماكاو وأعادت تسميتها بجامعة ماكاو في عام 1991. كانت يقع في تايبا.
في عام 1999، أعيدت السيادة على ماكاو إلى الصين. مع مهمة رعاية المهنيين الذين تشتد الحاجة إليهم في الفترة الانتقالية، دخلت جامعة ماكاو حقبة جديدة. تم إقرار النظام القضائي الجديد لجامعة ماكاو والميثاق الجديد لجامعة ماكاو رسميًا في الجمعية التشريعية لمنطقة ماكاو الإدارية الخاصة ودخل حيز التنفيذ في سبتمبر 2006.
في عام 2009، اعتمدت اللجنة الدائمة للمجلس الوطني لنواب الشعب الصيني رسميًا قرارًا يأذن لمنطقة ماكاو الإدارية الخاصة بممارسة الولاية القضائية على الحرم الجامعي الجديد (جامعة ماكاو) الواقع في جزيرة هينجكين بمقاطعة قوانغدونغ. في 20 ديسمبر 2009، ترأس الرئيس الصيني آنذاك والأمين العام للحزب الشيوعي هو جينتاو حفل وضع حجر الأساس للحرم الجامعي الجديد. في أوائل عام 2013، أصدرت الجمعية التشريعية في ماكاو القانون 3/2013 الذي ينص على تطبيق قانون ماكاو في الحرم الجامعي ساري المفعول في يوم الافتتاح. في 5 نوفمبر، ترأس وانغ يانغ نائب رئيس مجلس الدولة آنذاك حفل افتتاح الحرم الجامعي الجديد. في العام الدراسي 2014/2015، بدأت جامعة ماكاو في إجراء جميع الفصول في الحرم الجامعي الجديد والحديث.

## بعثة
تتعهد جامعة ماكاو بمهمتها الأساسية وهي النهوض بالمنح الدراسية والتعليم في مجالات العلوم الإنسانية، والعلوم الاجتماعية، والأعمال التجارية، والقانون، والعلوم الطبيعية، والهندسة، والعلوم الصحية، والتعليم وغيرها من المجالات.
- توفير التعليم العالي وفق شعار الجامعة ( الإنسانية، النزاهة، اللياقة، الحكمة، الإخلاص ).
- تشجيع البحث الأكاديمي ونشر المعرفة.
- النهوض بالثقافة والعلوم والتكنولوجيا وتعزيز نمو ماكاو.
- تنشئة مواطنين مسؤولين وقادة من الكفاءات العالية يمتلكون الحكم الأخلاقي السليم وقدرة التفكير المستقل اللازمة لتلبية احتياجات تنمية ماكاو والمنطقة.

## هوية

### رمز الشعار
يتميز شعار جامعة ماكاو بشعار من خمسة أبراج محاطة بحلقات ذهبية واسم الجامعة باللغتين الصينية والبرتغالية.
يتكون شعار جامعة ماكاو من جزأين: الشعار واسم الجامعة باللغة الصينية (澳門 大學) والبرتغالية (Universidade de Macau) والإنجليزية (University of Macau) مع الألوان المخصصة.

### شعار الجامعة
الإنسانية، النزاهة، اللباقة، الحكمة، الإخلاص.

## السمعة والتصنيفات
تم تصنيف جامعة ماكاو # 201-250 في تصنيفات جامعة 2022 Times للتعليم العالي العالمية، ورقم 38 في تصنيفات جامعة آسيا، ورقم 60 في تصنيفات جامعة آسيا والمحيط الهادئ ورقم 39 في تصنيفات جامعة يونغ. تم تصنيفها في المرتبة # 322 في تصنيفات جامعة 2022.
في تصنيفات كيو إس للجامعات العالمية حسب الموضوع، تكون تصنيفات جامعة ماكاو كما يلي: 251-300 في اللغويات والتعليم، 301-320 في القانون والهندسة - الكهربائية والإلكترونية، 351-400 في علوم الكمبيوتر وأنظمة المعلومات، 351-400 في الرياضيات، 451-500 في العلوم الاجتماعية والإدارة، 501-550 في دراسات الأعمال والإدارة، و551-600 في الطب.
في تصنيفات جامعة العالم حسب الموضوع، كانت تصنيفات جامعة ماكاو كما يلي: 101-125 في الهندسة والتكنولوجيا ؛ 126-150 في التربية وعلوم الحياة ؛ 151-175 في علوم الكمبيوتر وعلم النفس ؛ 176-200 في القانون؛ 201-250 في الآداب والعلوم الإنسانية؛ 251-300 في العلوم السريرية والصحية والعلوم الاجتماعية والفيزيائية؛ و301-400 في إدارة الأعمال والاقتصاد.
في تصنيفات مؤشرات العلوم الأساسية (ESI)، كانت من بين أعلى 1 في المائة في عشرة مواد، وهي الهندسة وعلوم الكمبيوتر والكيمياء وعلوم المواد وعلم الأدوية وعلم السموم والطب النفسي / علم النفس والبيولوجيا والكيمياء الحيوية والطب السريري والعلوم الاجتماعية، العلوم الزراعية والعامة.

## المنظمات الأكاديمية
تضم الجامعة سبع كليات في مجالات الآداب والعلوم الإنسانية، وإدارة الأعمال، والتعليم، والعلوم الصحية، والقانون، والعلوم والتكنولوجيا، والعلوم الاجتماعية. تدير الجامعة أيضًا كلية الشرف، وكلية الدراسات العليا، ومعهد العلوم الطبية الصينية، ومعهد الفيزياء التطبيقية وهندسة المواد، ومعهد الإلكترونيات الدقيقة، ومعهد الابتكار التعاوني، ومركز دراسات ماكاو، وأكاديمية آسيا والمحيط الهادئ للاقتصاد. والإدارة ومركز التعليم المستمر. أنها توفر برامج الدراسات العليا والجامعية مع أكثر من 700 من أعضاء هيئة التدريس المشاركين في التدريس والبحث. كما يتم تدريس العديد من المواد باللغة الإنجليزية.

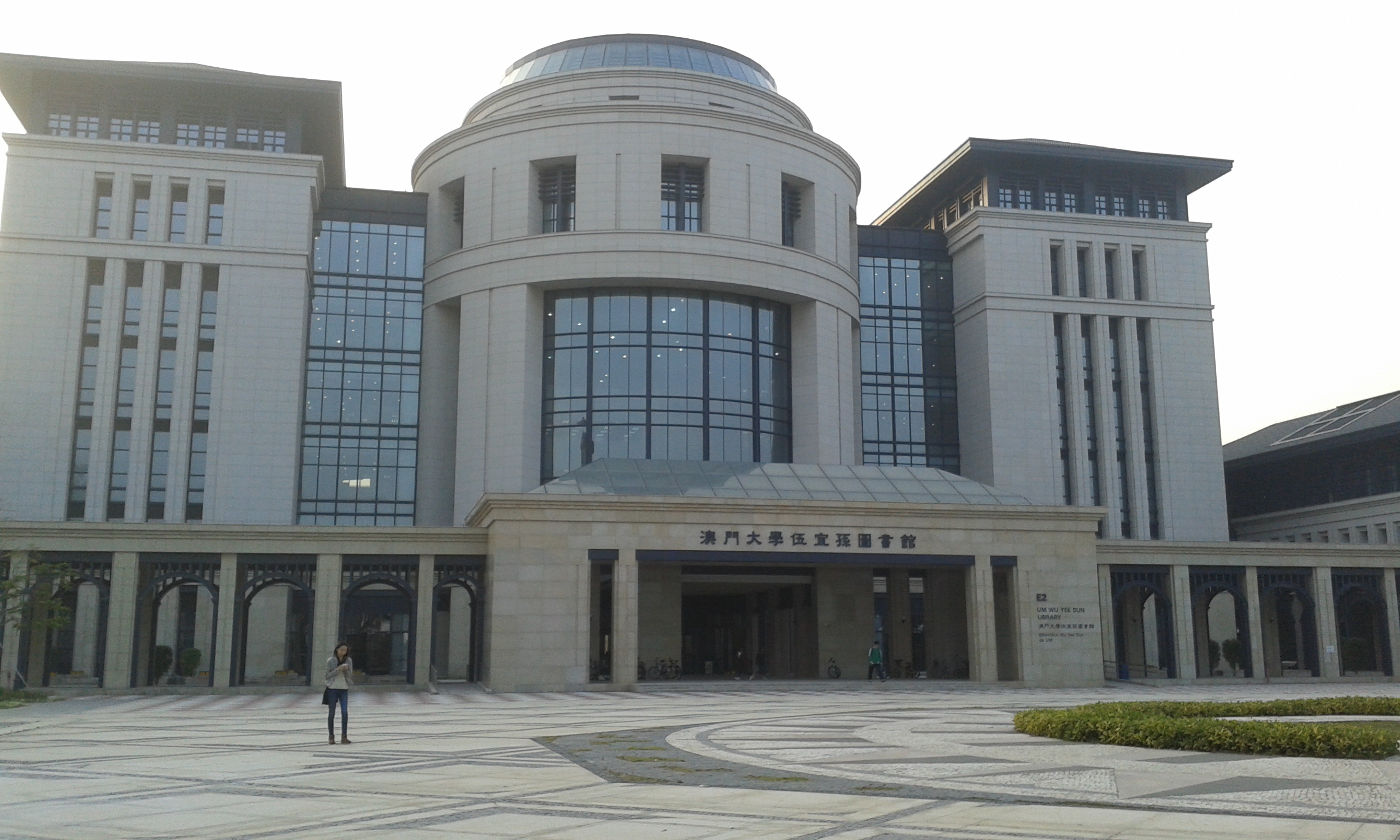
مكتبة في الحرم الجامعي الجديد لجامعة ماكاو

رابطة أعضاء هيئة التدريس بجامعة ماكاو (بالبرتغالية: Associação dos Professores da Universidade de Macau، بالصينية: 澳門 大學 教師 協會) هي جمعية تتألف من أعضاء هيئة التدريس المتفرغين في جامعة ماكاو.

### كلية الآداب والعلوم الإنسانية
تضم كلية الآداب والعلوم الإنسانية (FAH) قسم اللغة الصينية وآدابها، وقسم اللغة الإنجليزية، وقسم اللغة البرتغالية، ومركز الدراسات اليابانية، ومركز اللغة الإنجليزية، ومركز الكتابة والتواصل باللغة الإنجليزية، وتستضيف البرامج. في دراسات الترجمة والفلسفة والدراسات الدينية الفرنسية والإسبانية والألمانية والكورية.
يوجد بالكلية العديد من المرافق المخصصة لتطوير الطلاب، بما في ذلك مختبرات اللغة حيث يمارس الطلاب الترجمة الفورية والترجمة بمساعدة الآلة أو يتقنون مهاراتهم في اللغة البرتغالية أو الإسبانية أو الألمانية أو اليابانية أو الفرنسية. يستضيف مسرح الصندوق الأسود العديد من الإنتاجات الدرامية داخل الكلية.
اعتاد قسم الدراسات البرتغالية أن يكون معهد الدراسات البرتغالية ولكن تم تخفيض درجته خلال تسليم 1999 بسبب توقع انخفاض الاهتمام. في عام 2001 بدأت جامعة ماكاو في تقديم برنامج درجة البكالوريوس للطلاب البرتغاليين. زاد الالتحاق من تسعة طلاب في عام 2001 إلى حوالي 240 طالبًا في عام 2011. في عام 2011، كان لدى القسم البرتغالي ثمانية موظفين بدوام جزئي و30 موظفًا دائمًا، مع حوالي ثلاثة أرباع الموظفين الدائمين حاصلين على درجة الدكتوراه. كتب مايكل تيلور من جريدة جنوب الصين الصباحية في ذلك العام أن تخفيض التصنيف البرتغالي كان يُنظر إليه على أنه خطأ في الماضي.

### كلية إدارة الأعمال
كلية إدارة الأعمال هي أكبر كلية في الجامعة. وسيلة التدريس للدورات المقدمة في الكلية هي اللغة الإنجليزية. يقدم العديد من برامج الأعمال من خلال أقسامه الأربعة: قسم المحاسبة وإدارة المعلومات، قسم المالية واقتصاديات الأعمال، قسم الإدارة والتسويق، وقسم إدارة المنتجعات والسياحة المتكاملة. الكلية معتمدة من AACSB وAMBA.

### كلية التربية
تقدم كلية التربية برامج البكالوريوس والماجستير والدكتوراه. تقدم الكلية برامج للحصول على درجات التعليم الثانوي في اللغة الصينية والإنجليزية والرياضيات والتعليم الابتدائي والتعليم قبل الابتدائي والإدارة التربوية وعلم النفس التربوي والإرشاد المدرسي والمناهج والتدريس والتربية البدنية والدراسات الرياضية، إلخ.

### كلية العلوم الصحية
ازدهرت كلية العلوم الصحية (FHS) منذ إنشائها في عام 2013. تقدم الكلية الآن برنامجين جامعيين وبرنامج ماجستير واحد وبرنامج دكتوراه. يركز بحث الكلية على ثمانية مواضيع رئيسية: (1) أبحاث السرطان، (2) الطب الدقيق للسرطان (3) الخلايا الجذعية والتنمية (4) الشيخوخة، الاضطرابات العصبية والأيض، (5) تطوير الأدوية، (6) علم البيانات، (7) التصوير الحيوي و(7) البيولوجيا الهيكلية. لدعم هذه الأنشطة البحثية، أنشأت الكلية بنية تحتية على أحدث طراز تضم 35 مختبرًا بحثيًا وأربعة مراكز أبحاث وأربعة مرافق أساسية.

### كلية الحقوق
تقدم كلية الحقوق برامج شهادات البكالوريوس والماجستير والدكتوراه والدراسات العليا باللغات الصينية والبرتغالية والإنجليزية. تهدف برامج البكالوريوس إلى إعداد فقهاء على دراية بالنظام القانوني لمنطقة ماكاو الإدارية الخاصة ؛ تهدف برامج الماجستير والدكتوراه إلى تثقيف القانونيين القانونيين المحترفين المؤهلين والمطلعين المؤهلين لإجراء البحوث النظرية والتدريس في قانون ماكاو والقانون المقارن والقانون الأوروبي والقانون الدولي والقانون التجاري الدولي. يتبع نظام التدريس بالكلية عمومًا النظام الروماني الألماني بمعايير صارمة في أسلوب التدريس وتجنيد الطلاب والامتحان. يتكون أعضاء هيئة التدريس من خبراء قانونيين من ماكاو والبر الرئيسي للصين والبرتغال والنمسا وإيطاليا والبرازيل وبلجيكا والهند ودول أخرى.
يتم تدريس دروس القانون باللغة البرتغالية لأن القانون القانوني لماكاو باللغة البرتغالية.

### كلية العلوم والتكنولوجيا
تأسست كلية العلوم والتكنولوجيا عام 1989. تم تطوير برامج درجة جامعية مدتها أربع سنوات في الأقسام التالية: قسم الهندسة المدنية والبيئية، قسم علوم الحاسب والمعلومات، قسم الهندسة الكهربائية وهندسة الحاسبات، قسم الهندسة الكهروميكانيكية، معهد الفيزياء التطبيقية وقسم هندسة المواد والرياضيات. تم قبول أعداد متزايدة من الطلاب في الشركات الكبرى في جميع أنحاء العالم، مما يزيد من الاعتراف المتزايد بجامعة ماكاو.
تم تطوير برامج درجة الدراسات العليا في الكلية منذ عام 1993، في مجالات الهندسة المدنية، وعلوم الكمبيوتر وهندسة المعلومات، والتجارة الإلكترونية، والهندسة الكهربائية وهندسة الحاسبات، والهندسة الكهروميكانيكية، والرياضيات.
هناك أنواع مختلفة من المعامل المخصبة لأغراض التدريس والبحث في مجالات العلوم والهندسة المختلفة.

### كلية العلوم الاجتماعية
تتكون كلية العلوم الاجتماعية من قسم الاتصال، وقسم الاقتصاد، وقسم الإدارة الحكومية والعامة، وقسم علم النفس، وقسم علم الاجتماع. تقدم الكلية عددًا من الدورات في كل فصل دراسي، بما في ذلك الاقتصاد، والإحصاء، والاقتصاد القياسي، والعلوم السياسية، والإدارة العامة، ودراسات الصين المعاصرة، وعلم الاجتماع، والاتصالات، والصحافة والاتصال العام، وعلم النفس، والعلاقات التاريخية والثقافية بين الشرق والغرب. تقدم الكلية أيضًا مجموعة متنوعة من برامج الماجستير والدكتوراه. لديهم أيضا مركز روسي.

### كلية الشرف
تقوم كلية الشرف (بالإنجليزية: Honours College)‏ بشكل انتقائي بتوظيف طلاب جامعيين من ذوي الكفاءات العالية لرعايتهم ليصبحوا قادة المستقبل. يمكنهم الوصول إلى أفضل الأنشطة البحثية في جامعة ماكاو ويمكنهم الدراسة في الخارج في جامعة ذات شهرة عالمية لاكتساب منظور دولي في تخصصاتهم.

### تخرج من المدرسة
البروفيسور وي قه هو العميد المؤقت لكلية الدراسات العليا.

### معهد العلوم الطبية الصينية
تأسس معهد العلوم الطبية الصينية (ICMS) كأول معهد موجه نحو البحث في ماكاو في عام 2002.
يقدم المعهد برنامج درجة الدكتوراه في العلوم الطبية الحيوية، وبرامج درجة الماجستير في العلوم الطبية الصينية والإدارة الطبية، على التوالي.

### معهد الفيزياء التطبيقية وهندسة المواد
يقدم برنامج دكتوراه في الفيزياء التطبيقية وهندسة المواد.

### معهد الإلكترونيات الدقيقة
يقدم برامج في مجال الإلكترونيات الدقيقة.

### معهد الابتكار التعاوني
يشجع التعاون الأكاديمي متعدد التخصصات داخل الجامعة. تستضيف حاليًا مركز العلوم المعرفية والدماغية، ومركز الذكاء الاصطناعي، ومركز علوم البيانات، ومركز الابتكار وريادة الأعمال.

## الكليات السكنية
جامعة ماكاو هي الجامعة الوحيدة في ماكاو التي تطبق نظام الكليات السكنية. في الواقع، نظام الكليات السكنية هو الأكبر في آسيا. يوجد حاليًا عشرة مراكز تعليمية في جامعة ماكاو. كتكملة للنظام القائم على هيئة التدريس، يعمل المنسقون المقيمون كأداة للتعليم الشامل من خلال التخطيط المنهجي للبرامج التجريبية. تهدف الكليات السكنية إلى تنشئة الطلاب ليصبحوا أفرادًا عطوفين ومسؤولين اجتماعيًا لديهم القدرة على التفكير الذاتي وسط بيئة متنوعة ثقافيًا ومحفزة فكريًا، بهدف رعاية الطلاب الناجحين في دراساتهم وذوي الشخصية الأخلاقية العالية. يسعى المنسقون المقيمون إلى تعزيز كفاءات الطلاب السبعة: المسؤولية المدنية، والقدرة التنافسية العالمية، وتكامل المعرفة، والعمل الجماعي، والخدمة والقيادة، والمشاركة الثقافية، والحياة الصحية.

## حرم الجامعة
يتم فصل حرم جامعة ماكاو عن تايبا بواسطة نهر. تبلغ مساحتها 820.000 م 2 وأكثر من 60 مبنى. يمكن لطلاب الكلية والمقيمين في ماكاو الدخول والخروج من الحرم الجامعي من خلال نفق تحت الماء.
تم تصميم الحرم الجامعي بواسطة هي جينغ تانغ، مهندس معماري وعضو في الأكاديمية الصينية للهندسة.
ينقسم الحرم الجامعي إلى أربعة أجزاء، الشرق والجنوب والغرب والشمال. تقع المكتبة ومبنى التدريس المركزي والمرافق ومركز النشاط الطلابي في الشرق. تقع منازل الخريجين ومساكن الموظفين في الجنوب. تقع الكليات السكنية في الغرب، بينما تقع مباني الأبحاث والمبنى الإداري والمرافق الرياضية وقاعة الجامعة في الشمال.
بسبب وباء كورونا، تم إغلاق الحرم الجامعي في بداية عام 2020. يوجد بالجامعة حراس أمن يفحصون درجات حرارة الأشخاص عند المداخل، ويجب على الأشخاص إظهار شهادتهم الصحية على هواتفهم. يجب عليهم أيضًا تقديم دليل على التطعيم و/ أو الفحص.

## خريجون متميزون
- فرنسيسكو دسوزا

## روابط خارجية
- جامعة ماكاو